# Gardie, Aude
Gardie är en kommun i departementet Aude i regionen Occitanien  i södra Frankrike. Kommunen ligger  i kantonen Saint-Hilaire som ligger i arrondissementet Limoux. År 2022 hade Gardie 128 invånare.

## Befolkningsutveckling
Antalet invånare i kommunen Gardie
Referens: INSEE